# Arsos (dystrykt Larnaka)
Arsos (gr. Αρσος, tur. Yiğitler) – wieś na Cyprze, w dystrykcie Larnaka.